# 倉慈
倉慈（?—?），字孝仁，淮南人。东汉末年，三國時曹魏官員，历任长安令、敦煌太守等职。

## 生平
倉慈早期已擔任本郡郡吏。至建安年間，為曹操所徵辟，擔任綏集都尉，負責在淮南地區實行屯田制。及至黃初後期，倉慈遷任長安令，行政清廉簡約，處事有方，深受吏民所敬畏及愛戴。

### 善治一方
太和年間，倉慈遷任敦煌太守。由於敦煌遠在西方疆域，多逢戰亂，又與中央隔絕，因而曾一度未有太守就任，經歷了二十年幾乎無政府管治的狀況。於是一些地方大族豪強乘時大張爪牙，當地人民不能反抗，只得習以為常。前任太守尹奉等人，大都只能依循慣俗地管治該區，不能作出任何改革。倉慈到任後，致力抑制大族的勢力，撫卹貧窮的百姓，凡事依循真情實理，處理得井井有條。倉慈眼見豪族們家中田地有餘，而貧者卻無立錐之地，於是下令分割土地重新分配，讓土地兼併的嚴重情況得以壓抑。同時，敦煌一帶的訟獄案件有很多積案懸處，大多數縣官均不能予以裁決，倉慈見狀後親自到各縣視事，據案件輕重親自執判，只要不屬死罪者，便判以鞭杖之刑，然後立刻讓其釋放，停止其無止境的扣押生涯。結果證明，每年真的要處以極刑的案件根本不足十宗。

### 溝通西域
另一方面，敦煌地勢接近外族，當時西域常有商販使節想到中原來作貢獻及交流，可是當地的豪強大族都斷然拒絕。有時在進行商業貿易的時候，一些豪強又會對外族商人諸多欺侮甚至作出詐騙，令西域人士經常心生怨望。倉慈知悉其事後，便著意慰勞這些外族人士，只要知道有外族人士想到洛陽進行交易，倉慈就會為他們開闢一條專用通道，並吩咐吏民加以護送，因此不管是百姓還是外族商人都對倉慈感恩戴德。可惜，數年後倉慈死於任上，吏民大都痛心疾首，就如失去了自己的親人一樣，更把倉慈的相貌畫成圖像，以作追思之用。西域人士知道倉慈已死，都聚集起來對其哀悼，甚至有人會以刀子割傷自己的臉龐，以表示其血誠。他們同時又替倉慈立祠，以作遙祀。可見倉慈為官甚得民心。

### 身後
倉慈死後敦煌太守由天水人王遷繼任，雖然王遷遵循著倉慈執政風格，但效果不如倉慈般優異。之後金城人趙基接任時，試著效仿王遷執政，但效果遠劣王遷。直至皇甫隆時期才開始有政績。

## 評價
- 陳壽評：「鄭渾、倉慈，恤理有方。抑皆魏代之名守乎！」

## 延伸阅读
[在维基数据编辑]
 《三國志/卷16》，出自陳壽《三國志》